# Simon Holt

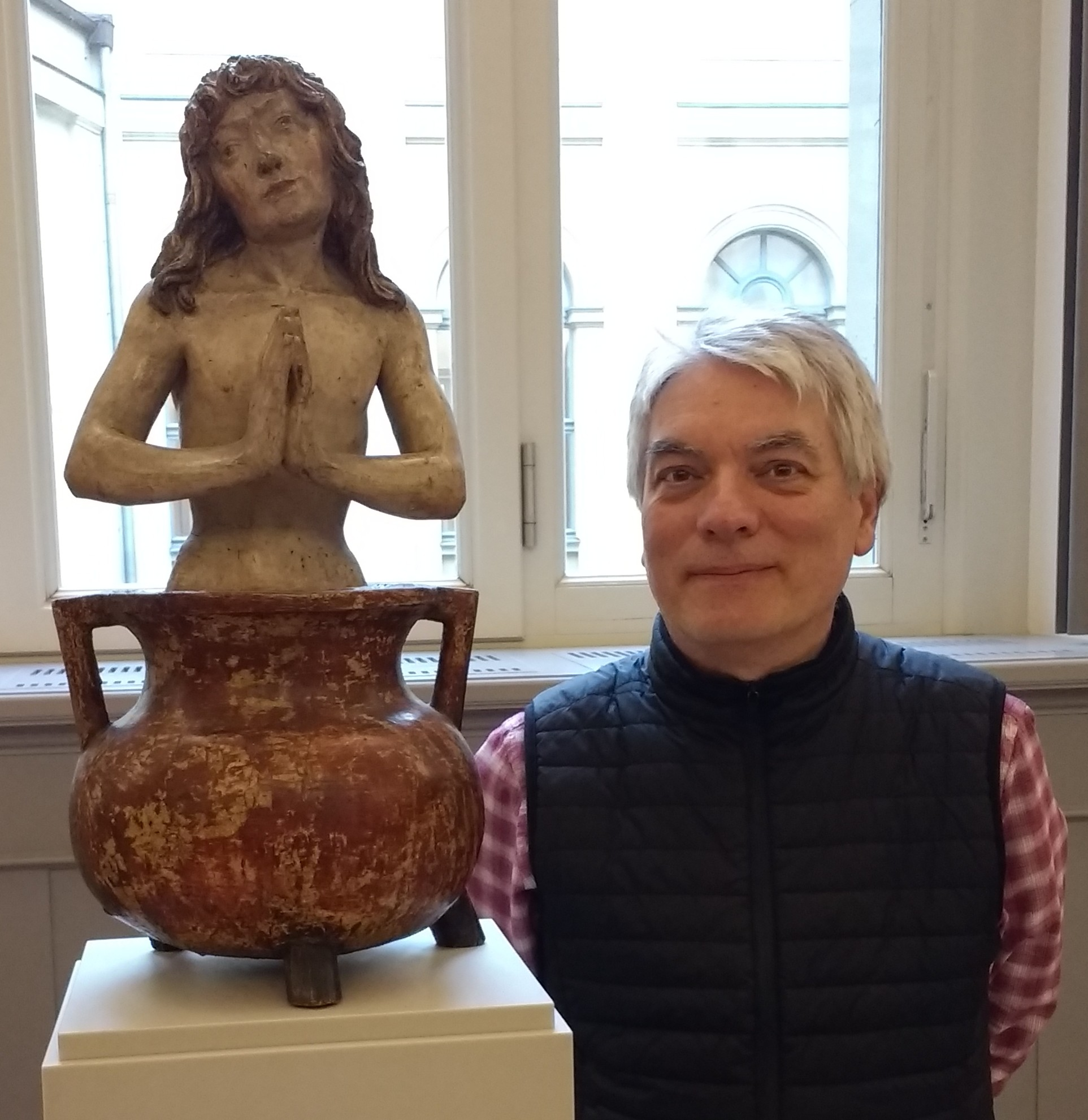
Simon Holt neben einer Skulptur des heiligen Veit im Kessel, 2017

Simon Holt (* 21. Februar 1958 in Bolton) ist ein britischer Komponist.

## Leben
Holt studierte Komposition bei Anthony Gilbert am Royal Northern College of Music in Manchester. Bekannt wurde er durch die Vorstellung seiner Werke beim Internationalen Musikfestival von Bath 1985. Er schrieb zahlreiche kammermusikalische Werke. Für die London Sinfonietta entstand 1983 Kites und 1988 Ballad of the Black Sorrow.  Auch für das Nash Ensemble komponierte Holt mehrere Stücke. Zweimal wurde er mit der Komposition von Werken für die Proms beauftragt; 1987 wurde Syrensong aufgeführt, 1993 das Violakonzert Walking with the River’s Roar mit dem Solisten Nobuko Imai.
Das Stück Lilith wurde 1993 beim Meltdown Festival in London vom Ensemble Modern unter Markus Stenz und in Frankreich vom Ensemble intercontemporain unter Leitung von Simon Rattle gespielt. Rohan de Saram spielte beim Cheltenham Festival 1995 die Uraufführung des Cellokonzertes Daedalus Remembers, das der dritte Teil der Icarus Trilogy ist. Holts erste Oper The Nightingale’s to Blame (nach Federico García Lorca) wurde 1998 beim Huddersfield Contemporary Music Festival aufgeführt.
Das Stück Sunrise’ yellow noise für Sopran und Orchester, uraufgeführt 2000 vom City of Birmingham Symphony Orchestra und Lisa Milne unter Simon Rattle erhielt 2001 den Prix de la Fondation Prince Pierre. Im gleichen Jahr waren beim Cheltenham International Festival of Music im Rahmen eines Komponistenporträts Sphinx für Englischhorn und Schlagzeug, Two movements for string quartet und Clandestiny für Sopran und Orgel zu hören. Sunrise und Two Movements sind zwei Teile des auf fünf Stücke konzipierten Werkzyklus The Ribbon of Time.
Seine 2003 uraufgeführte Oper Who Put Bella in the Wych Elm wurde 2004 mit dem British Composer Award als bestes Bühnenwerk ausgezeichnet.
Holt unterrichtet Komposition am Royal Holloway, University of London.